# Marquis de Sade (band)
 For alternative betydninger, se Marquis de Sade. (Se også artikler, som begynder med Marquis de Sade)
Marquis de Sade var et dansk band fra 1983 bestående af forsanger Anne Linnet, bassisten Moussa Diallo, trommeslageren Kent Hansen, og guitaristen Per Møller.
Det er lidt usammenhængende hvordan kunstnernavnene Anne Linnet og Marquis de Sade bliver brugt på udgivelserne. Albummet fra 1983 har Anne Linnet som kunstnernavn, det næste album har kun Marquis de Sade som kunstnernavn på selve pladen/CD'en, men albummet fra 1986 har begge. Bandet/projektet blev også henvist til som Anne Linnet & Marquis de Sade i GAFFA nr. 2 fra oktober 1983, og Marquis de Sade kan derved betragtes som backinggruppe.

## Karriere
Anne Linnet Band havde været på turné i Tyskland, hvor Anne Linnet tog inspiration fra seksuelle tabuer ved Reeperbahn. Anne Linnet & Marquis de Sade spillede live første gang den 9. august 1983 i Søndervig, og udkom i september 1983 med LP'en Marquis de Sade. Temaet med seksuelle tabuer blev også udtrykt på albummet Linnet/Salomonsen fra 1984, som har ligheder med Anne Linnets band Marquis de Sade. Anne Linnet havde også købt et Jupiter 8-keyboard da hun var i New York omkring den samme tid, hvor der havde været en sadomasochistisk oplevelse i SM-natklubben The Hellfire Club i Meatpacking District, Manhattan.
Senere bestod gruppen af forsangeren Anne Linnet, baggrundssangerne Donna Cadogan og Sanne Salomonsen, bassisten Moussa Diallo, trommeslageren Kent Hansen, guitaristen Per Møller og Pete Glennister, Frank Stangerup og Lynton Naiffe. Sangene blev skrevet af Anne Linnet.
De udkom i marts 1985 med LP'en Hvid magi. En noget mildere pop-rock udgave. LP'en indeholdt 'Hils din mor'. En sang om lesbisk kærlighed, som Anne Linnet skrev til mødrene til de kvinder hun havde været sammen med. Den indeholdt også kæmpe hittet 'Venus'. Albummet var det fjerde mest solgte i Danmark i 1985, og solgte allerede 100.000 eksemplarer i løbet af det år.
Den sidste LP En elsker fra 1986 blev mindre succesfuld, men der var endnu mere turnéaktivitet end til Hvid magi. Anne Linnet havde også meget travlt i 1986, hvor hun lavede det populære album Barndommens gade, samt stiftede sit musikforlag Linnet Songs og pladeselskab Pladecompagniet.
I 2002 udgav gruppen CD'en Over mig under mig, der var ment som en efterfølger til debutalbummet, men det fik kun én ud af seks stjerner i musikmagasinet GAFFA. Der var en turné igen i 2003.

## Diskografi
- Marquis de Sade (CBS, 1983)
- Hvid magi (CBS, 1985)
- En elsker (CBS, 1986)
- Over mig under mig (Universal, 2002)